# Gabriel Cerbellón

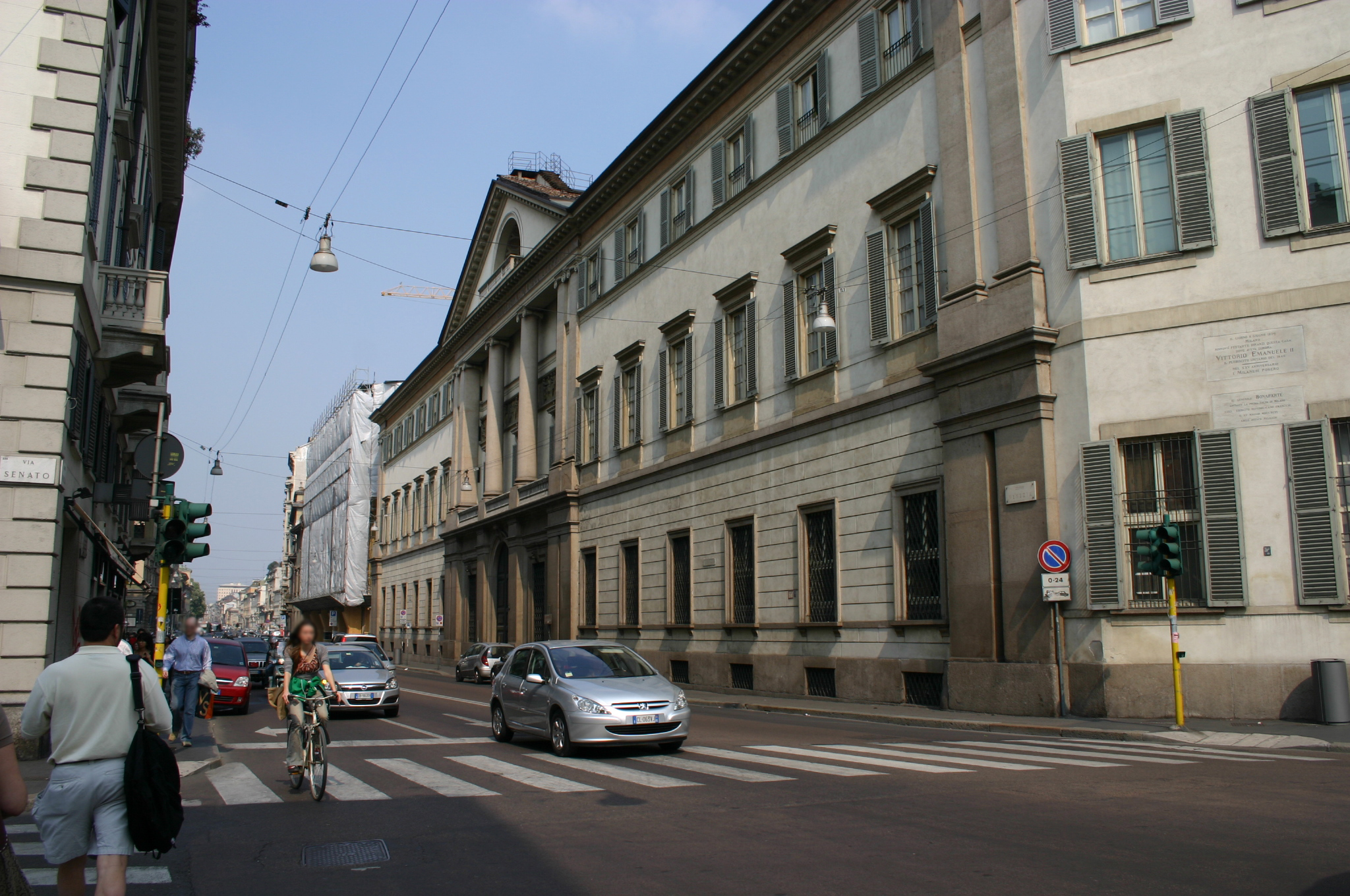
Palau Serbelloni a Milà.

Gabriel Cerbellón, Gabrio Cervellón o Gabrio Serbelloni (1508-1580) fue un general español de Carlos I y Felipe II.
A pesar de que los archivos italianos lo hacen de una familia noble de Milán, Louis-Prosper Gachard en su compilación sobre Les bibliothèques de Madrid et de l'Escurial, en el listado que extrae de los «grands-maitres d'artillerie», dice textualmente: «chevalier catalan». Esto explicaría por qué los cronistas no italianos de Carlos I y Felipe II lo denominan Gabriel Cerbellón (o Cervellón) que es la castellanización de Cerbelló, no de Serbelloni.

## Biografía

Escudo de Cervelló con el ciervo de los Serbelloni

Perteneciendo a una familia noble, Gabriel Cerbellón se comprometió en la carrera de las armas como teniente de su primo el Condottiero Jean Jacques de Médici. Combatió en las guerras con los Sforza y con las tropas de Carlos V, tomando parte de la defensa de Lecco, se pasó entonces al servicio del duque de Saboya. A continuación, siguiendo en las guerras, ofreció sus servicios al emperador y se distinguió el 1542 contra los Otomanos en el momento de la defensa de Estrigonia. En 1546 se juntó a su primo de Médici para combatir contra la Liga de Esmalcalda.
Fue enviado en 1551 a defender Asti contra los franceses por parte de Ferrante Gonzaga, y conquistó Saluzzo, siendo nombrado gobernador. Siempre con su primo, comandó la artillería florentina contra Siena en 1554, tomando a continuación Llevo Ercole al asalto, poco más tarde defendió Populonia contra los turcos.
El 1559, cuando otro de sus primos fue elegido papa bajo el nombre de Pío IV, fue nombrado capitán general de la guarda papal. Como controlador de todas las fortalezas de los Estados Pontificios, reconstruyó Civitavecchia, fortificando la Ciudad leonina. Después de la muerte del pontífice, se puso al servicio de Felipe II de España, que lo empleó en el reino de Nápoles. Habiéndose hecho caballero de Malta, fue nombrado prior de Hungría y participó en las fuerzas para romper el Sitio de Malta (1565).
En 1567, fue a los Países Bajos para reprimir la revuelta de los güelfos. En 1571, formó parte de la batalla de Lepanto. Capturó Túnez en 1573, pero fue hecho prisionero el año siguiente por Sinan Pasha cuando este recuperó la ciudad. Llevado a Estambul como prisionero de marca, fue liberado en 1575 gracias a la gestión del embajador veneciano Antonio Tiepolo que pagó su rescate. Llevó a cabo su última campaña en el Sitio de Mastrique (1579). Murió en Milán en 1580.

## Ciudades de influencia
- Bellagio
- Aviñón
- Carpentras